# Дмитровка (Верхнеднепровский район)
Дмитровка (укр. Дмитрівка) — село,
Дмитровский сельский совет,
Верхнеднепровский район,
Днепропетровская область,
Украина.
Код КОАТУУ — 1221084101. Население по переписи 2024 года составляло 211 человек.
Является административным центром Дмитровского сельского совета, в который, кроме того, входят сёла
Дедово,
Доброгорское,
Кринички,
Кушнарёвка,
Марьяновка,
Мотроновка,
Новоанновка,
Посуньки и
Соколово.

## Географическое положение
Село Дмитровка находится у истоков реки Домоткань,
примыкает к селу Марьяновка.
Река в этом месте пересыхает, на ней сделана небольшая запруда.
Рядом проходит автомобильная дорога Т-0423.

## История
В 1946 г. Указом ПВС УССР село Карловка переименовано в Дмитровку.